# Josephine Sparre
Josephine Sophie Anette Charlotte Sparre af Söfdeborg, kallad "Jossan" eller "Schossan", född 28 juli 1829 i Dyrendal i Norge, död 17 augusti 1892, var en svensk grevinna, hovfunktionär och mätress.

## Biografi
Josephine Sparre var dotter till överstekammarjunkaren och majoren greve  Alexis Sparre (1800–1885) och norskan Sofia Ancker, som hade varit hovfröken före sitt giftermål, samt syster till talmannen Gustaf Sparre och brorsdotter till justitiestatsministern Gustaf Sparre.
Sparre var 1851–1859 hovfröken, 1859–1862 kammarfröken, och 1864–1871 statsfru hos kronprinsessan och sedermera drottning Lovisa (hon hade den sistnämnda tjänsten i den separata norska hovstaten, som tjänstgjorde när kungaparet besökte Norge).
Sparre blev beryktad och till och med hatad för sitt långvariga förhållande med Karl XV, dels för att förhållandet försiggick mer eller mindre öppet, dels på grund av sitt uppträdande. Josephine var så kavat att folk sade att de, i kontrast till den skygga Lovisa, bytt roller med varandra och att Lovisa snarare var hennes hovdam än tvärtom. Lovisa var dock tolerant mot "Schossan", som följde kungen öppet vid hovet som ett slags plåster.
Sparre var förlovad flera gånger, bland annat 1856 med sedermera utrikesministern Oscar Björnstjerna som efter en kort tid bröt förlovningen då han inte kunde förmå henne att lämna kronprinsens närhet i Stockholm. Hon gifte sig med norske kabinettskammarherren Bredo Stang 1862; både Karl och Lovisa var närvarande vid deras bröllop. Karl XV var kung i Sverige och Norge 1859–1872 och hade även ett förhållande med Josephine Sparres avlägsna släkting Sigrid Sparre.